# Nina Siemaszko
Antonina Jadwiga 'Nina' Siemaszko (Chicago, 14 juli 1970) is een Amerikaanse actrice.

## Biografie
Siemaszko werd geboren in Chicago bij een Poolse vader, die in de Tweede Wereldoorlog concentratiekamp Sachsenhausen heeft overleefd, en een Britse moeder. Zij heeft twee broers waaronder Casey. Siemaszko heeft het acteren geleerd aan de Goodman School of Drama aan de DePaul University in Chicago.
Siemaszko spreekt naast het Engels ook vloeiend Pools.

## Filmografie

### Films
- 2017 The Hatred – als Miriam
- 2013 The Bling Ring – als rechercheur in Las Vegas
- 2011 The Artist – als bewonderenswaardige vrouw
- 2008 The Haunting of Molly Hartley – als dr. Emerson
- 2004 Sleep Easy, Hutch Rimes – als Holly Proudfit
- 2003 A Carol Christmas – als Roberta
- 2000 The Darkling – als Marla Obold
- 1999 The Big Tease – als Betty Fuego
- 1999 Jakob the Liar – als Rosa
- 1998 Goodbye Lover – als nieuwslezeres
- 1997 Breast Men – als overstuurde vrouw op conventie
- 1997 Suicide Kings – als Jennifer
- 1997 Runaway Car – als Jenny Todd
- 1997 George B. – als Angela
- 1997 Kiss & Tell – als Shelly
- 1996 Johns – als Tiffany de hoer
- 1995 The American President – als Beth Wade
- 1995 Love and Happines – als Nina
- 1995 Power of Attorney – als Maria
- 1995 Sawbones – als Jenny Sloan
- 1994 Airheads – als Suzzi
- 1994 An Enemy of the People – als Polly Stockman
- 1994 Baby Brokers – als Leeanne Dees
- 1994 Floundering – als Gal
- 1993 Red Shoe Diaries 3: Another Woman's Lipstick – als Trudy
- 1993 The Saint of Fort Washington – als Tamsen
- 1993 Twenty Bucks – als geldteller in bank
- 1992 Sinatra – als Mia Farrow
- 1992 Little Noises – als Dolores
- 1992 Bed & Breakfast – als Cassie
- 1991 Wild Orchids II: Two Shades of Blue – als Blue McDonald
- 1989 Los Angeles – als Merilee
- 1988 Tucker: The Man and His Dream – als Marilyn Lee
- 1988 License to Drive – als Natalie Anderson
- 1986 One More Saturday Night – als Karen Lundahi

### Televisieseries
Uitgezonderd eenmalige gastrollen.
- 2017 American Crime – als Laura – 2 afl.
- 2006-2010 Cold Case – als Julie Vera – 2 afl.
- 2007 Private Practice – als Kathleen – 2 afl.
- 2005-2007 Mystery Woman – als Cassie Hillman – 10 afl.
- 2001-2006 The West Wing – als Ellie Bartlet – 9 afl.
- 1998 Armistead Maupin's More Tales of the City – als Mona Ramsey – 6 afl.
- 1989 Lonesome Dove – als Janey – 2 afl.

### Computerspellen
- 2009 Jak and Daxter: The Lost Frontier – als computer / vrouwelijke Aeropan / pirate
- 2004 Grand Theft Auto: San Andreas – als voetganger

- Gemeinsame Normdatei: 1148284842
- International Standard Name Identifier: 0000 0000 5361 5405
- Library of Congress Control Number: no2001042893
- Nationale Bibliotheek van Israël: 987008729338505171
- Virtual International Authority File: 7040734
- WorldCat: E39PBJyCCc6YVrHHDM7pgJDwmd